# كارلا بروني
كارلا بروني ساركوزي (بالفرنسية: Carla Bruni-Sarkozy)؛ 23 ديسمبر 1967)، السيدة الأولى في فرنسا بعد زواجها من الرئيس الفرنسي نيكولا ساركوزي في شباط/فبراير 2008. . هي كارلا جيلبرتا بروني تيديشي إيطالية الأصل، ولكنها حصلت على الجنسية الفرنسية، وهي مغنية وملحنة كما أنها عارضة أزياء سابقة.

## سنوات عمرها الأولى
ولدت «كارلا جيلبرتا بروني تيديشي» (بالإيطالية: Carla Gilberta Bruni Tedeschi) في مدينة تورين بإيطاليا. وهي وريثة شركة "سيات" لصناعة إطارات الشاحنات في إيطاليا حيث قام بتأسيس هذه الشركة جدها «فيرجينو بروني تيديشي» في العشرينات من القرن العشرين. وفي السبعينات من القرن العشرين، بيعت الشركة إلى شركة بيريلي (وبقيت العلامة التجارية تستمد قوتها من خلال الفرع الرئيسي السابق للشركة في الهند الذي تأسس عام 1958).(بالفرنسية)ولقد انتقلت أسرة «كارلا بروني» إلى فرنسا عام 1975 ونشأت«بروني» في فرنسا منذ أن كانت في السابعة من عمرها والتحقت بمدرسة داخلية في سويسرا. كما سافرت إلى باريس لدراسة الفن والعمارة، إلا أنها تركت المدرسة في سن التاسعة عشر لتصبح عارضة أزياء.

## حياتها العائلية
على الرغم من أن«بروني» من الناحية القانونية ابنة كل من «ماريسا بوريني» عازفة البيانو في الحفلات الموسيقية ورجل الصناعة والملحن الكلاسيكي «ألبرتو بروني تيديشي»، فإن «بروني ساركوزي» قد صرحت في مجلة فانيتي فير الأمريكية عام 2008 أن والدها الحقيقي هو الإيطالي البرازيلي الجنسية، «موريتسيو ريميرت»، وهو يحتل مكانة كبيرة في مجال صناعة المنتجات الغذائية؛ فقد كان على علاقة بوالدتها لمدة ست سنوات عندما كان عازف جيتار كلاسيكي في شبابه.Orth، Maureen (سبتمبر 2008). "Paris Match". فانيتي فير: 2. مؤرشف من الأصل في 2015-01-02. أما أختها فهي الممثلة والمخرجة السينمائية فاليريا بروني تيديشي. فضلاً عن ذلك، كان لبروني أخ يدعى «فيرجينو بروني تيديشي» (1959-4 يوليو 2006). ولكنه توفي بسبب مضاعفات فيروس فيروس العوز المناعي البشري المسبب لمرض الإيدز. .
كما أن كارلا لديها أخت من والدها الحقيقي تدعى «كونسولو ريميرت».(بالإيطالية)

## حياتها المهنية

### عرض الأزياء
وقّعت بروني مع وكالة سيتي مودلز عقد عمل في التاسعة عشر من عمرها. وكان بول مارتشانو، الرئيس والمدير المبدع لشركة "جيس"المحدودة، قد وجد صورتها بالصدفة بين مجموعة من البطاقات لبعض عارضات الأزياء الطامحين للعمل في المجال واختارها لتعرض الأزياء مع العارضة الفرنسية استل لفيبيور في حملات لصالح شركة «جيس»، وتم فيها عرض ملابس الجينز. وبعد ذلك، عملت «بروني» لدى أشهر مصممي الملابس وبيوت الأزياء، أمثال كريستيان ديور وجيفنشي وباكو رابان وسونيا راكيل وكريستيان لاكروا وكارل لاجرفيلد وجون جاليانو وإيف سان لوران وشانيل وفيرساتشي."Carla Bruni". Fashion Insider. 7 يونيو 2007. مؤرشف من الأصل في 2020-04-24. اطلع عليه بتاريخ 2008-01-07. وفي التسعينات من القرن العشرين، كانت «بروني» من بين أغلى عشرين عارضة أزياء، وكانت تجني 7.5 مليون دولار سنويًا.وفي أثناء عملها بعرض الأزياء، جمعتها علاقة حب بالمغني البريطاني إريك كلابتون ومن بعده المغني مايك جاكر.Bernhard، Brendan (2 فبراير 2007). "The Supermodel School of Poetry". New York Sun. مؤرشف من الأصل في 2008-07-24.. وفي 11 إبريل 2008، عُرضت صورة لبروني وهي عارية التقطت لها عام 1993 وبيعت في مزاد علني بسعر 91.000 دولار (64.098 جنيهًا إسترلينيًا) - وهو أكثر من السعر المتوقع بستين ضعفًا."Nude photo of French first lady sells in New York for $91,000". International Herald Tribune. Bloomberg. 11 أبريل 2008. مؤرشف من الأصل في 2008-04-12. {{استشهاد بخبر}}: تجاهل المحلل الوسيط |accessmonthday= لأنه غير معروف (مساعدة) وتجاهل المحلل الوسيط |سنة الوصول= لأنه غير معروف، ويقترح استخدام |date= (مساعدة)

### مجال الموسيقى
في عام 1997، تركت «بروني» العمل في عالم الموضة في سبيل أن تكرس نفسها للموسيقى.فأرسلت كلمات بعض الأغاني التي كتبتها إلى المغني جوليان كليرك عام 1999، وقد لحن «كليرك» سبع مقطوعات من هذه الأغاني في ألبومه الذي صدر عام 2000 بعنوان Si j'étais elle.
وفي عام 2002، طُرِح بالأسواق الأوروبية أول ألبومات «بروني» الذي يحمل اسم Quelqu'un m'a dit، وكان من إنتاج صديقها السابق لويس برتينياك. وحقق الألبوم نجاحًا في الدول الناطقة بالفرنسية."Biography — Carla Bruni". RFI. مؤرشف من الأصل في 2010-06-14. اطلع عليه بتاريخ 2008-01-07.وقد ظهرت ثلاث أغنيات من هذا الألبوم في فيلم أمريكي عام 2005 بعنوان Conversations with Other Women للمخرج هانز كانوسا. كما تم استخدام أغنية Le Plus Beau du quartier في الإعلان التجاري لشركة "إتش آند إم" للملابس في كريسماس 2006. بالإضافة إلى ذلك، ظهرت الأغنية الرئيسية التي تحمل اسم الألبوم في فيلم Le Divorce عام 2003.
وفي عام 2005، غنت دويتو مع المغني لويس برتينياك أغنية ألبومه الجديد Les Frôleuses.وفي 2006، سجلت «بروني» أغنية Those Little Things وهي ترجمة إنجليزية لأغنية المطرب سيرج جانسبور والتي تحمل اسم Ces petits riens، وظهرت في ألبوم Monsieur Gainsbourg Revisited تقديرًا للمطرب «جانسبور». كما شاركت «بروني» في حفل افتتاح دورة الألعاب الأولمبية لشتاء 2006 في موكب تقدير للعلم الإيطالي.
أما ألبومها الثاني No Promises فقد تم طرحه في الأسواق في يناير 2007. وكان يتضمن قصائد شعرية لوليام باتلر ييتس وإميلي ديكنسون ودبليو إتش أودن ودوروثي باركر ووالتر دو لا مير وكريستينا روسيتي، وتم تلحين القصائد حتى تغنيها «بروني».
ولم تعتزل بروني مجال الموسيقي بعد أن أصبحت سيدة فرنسا الأولى؛ فقد طرحت ألبومها الثالث الذي يحمل اسم Comme si de rien n'était (كأن شيءًا لم يكن) في 11 يوليو 2008. وكل أغنيات الألبوم من تأليفها فيما عدا أغنية "You Belong to Me" التي تؤديها «بروني» وقصيدة La Possibilité d'une île للشاعر والروائي ميشال ويلبك والتي تم تلحينها لتغنيها «بروني» أيضًا.Bremner، Charles (21 مايو 2008). "Carla Bruni's new pot song". The Times. مؤرشف من الأصل في 2008-05-28. وسيتم التبرع بحق المؤلف لصالح قضية إنسانية وخيرية ولكنها غير معروفة.Brandle، Lars (21 مايو 2008). "Bruni's 'Promises' To Arrive This Summer". Billboard.biz. مؤرشف من الأصل في 2010-11-24.

## حياتها الشخصية
| كارلا بروني | I'm monogamous from time to time, but I prefer تعدد الزوجات and تعدد الأزواج | كارلا بروني |

| كارلا بروني | I want a man with nuclear power. | كارلا بروني |

### علاقاتها
يقال أن«بروني» تورطت في علاقات مع لويس برتينياك ومايك جاكر (واعترفت زوجة «جاكر» أن علاقته ببروني كانت سببًا في انفصالهما) وإريك كلابتون وليوس كاراكس وشارلز بيرلنج وأرنو كلارسفيلد وفنسان بيريز ورئيس الوزراء الفرنسي السابق لوران فابيوس. وقد قالت بروني أن «الاكتفاء بعلاقة مع شخص واحد أمر ممل بالنسبة لها» وأن «الحب يدوم طويلاً، ولكن الرغبة المشتعلة سرعان ما تنطفئ - فلا تتعدى الأسبوعين أو الثلاثة».

### عائلة Enthoven
في الوقت الذي كانت تعيش فيه «بروني» مع «جان بول أنثوفين»، وقعت في حب ابنه أستاذ الفلسفة رافائيل انثوفين (فأغنية"Raphäel"التي كانت تحمل اسمه في ألبوم بروني Quelqu'un m'a dit  كانت تيمنًا باسم رافائيل). وفي ذلك القوت، كان «رافائيل» متزوجًا من الكاتبة الروائية جوستين ليفي، ابنة الفليسوف برنار هنري ليفي. إلا أن «بروني» أنكرت بعد ذلك أنها أقامت علاقة مع والد «رافائيل» في حديث نشر لها في مجلة فانيتي فير قائلة: «لم أقم علاقة معه ولو لدقيقة واحدة». في الواقع، كانت علاقة زوجها ببروني والانفصال عنه مصدر إلهام لجوستين فألفت عام 2004 رواية بعنوان Rien de Grave  (ونشر الكتاب باللغة الإنجليزية عام 2005 تحت عنوان Nothing Serious). وفي هذه الرواية، رسمت «جوستين» صورة ساخرة لشخصية «بولا» - التي تعمل كعارضة أزياء بعد خضوعها لعمليات تجميل - والتي تسرق زوج البطلة وتصفها في الرواية بأنها مثل «حشرة فرس النبي» ـ تلك الحشرة التي لا تكتفي بالتغذي على حشرات أخرى، بل تتغذى على الحشرات من بني جنسها، كما نعتتها أيضًا بأنها «امرأة متطفلة لها ابتسامة آسرة تتخذها ستارًا لتخفي وراءها نواياها المدمرة».  ولقد أنجبت بروني ورافائيل طفلاً، يدعى أوريليان، عام 2001. كما ذكرت «بروني» أنها انفصلت عن «رافائيل» في مايو 2007 لأنه يعتقد أنهما لا يتقيدان بالتزام تجاه بعضهما البعض، وجاء هذه التصريح في مجلة فانيتي فير.

### زواجها من نيكولا ساركوزي
التقت بروني بالرئيس الفرنسي المطلق حديثًا نيكولا ساركوزي في نوفمبر 2007 في حفل عشاء.  وبعد قصة حب استمرت لفترة قصيرة، تزوج «ساركوزي» من «بروني» في 2 فبراير 2008 في قصر الإليزيزيه بباريس. ويعد هذا الزواج الأول بالنسبة لبروني والثالث لساركوزي. وبفضل هذا الزواج، حصلت «بروني» على الجنسية الفرنسية. ومنذ ذلك الحين، تدلي «بروني» بتصريحات متضاربة حول ما إذا كانت لا تزال تحتفظ بجنسيتها الإيطالية كذلك أم لا. 

## السيدة الأولى في فرنسا وقرينة حاكم أندورا

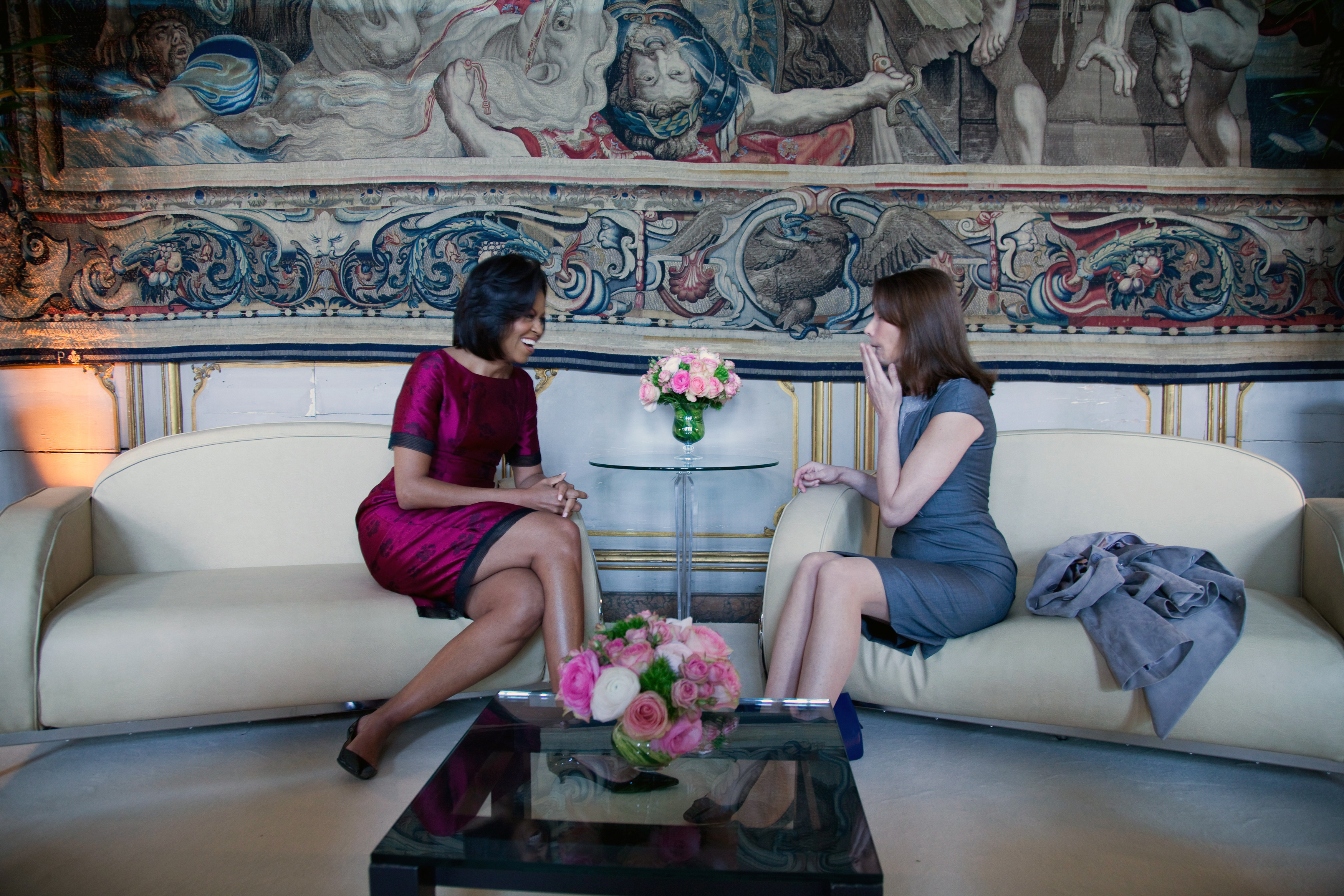
كارلا بروني مع ميشيل أوبامابعد

زواجها من «ساركووزي» في فبراير 2008، رافقت«بروني» زوجها في زياراته الرسمية. ومن ضمن هذه الزيارات زيارتهما للمملكة المتحدة في مارس 2008 التي أحدثت ضجة في الصحافة العالمية وأثارت الرأي العام في كل من المملكة المتحدة وفرنسا.[./كارلا_بروني#cite_note-14 [14]]

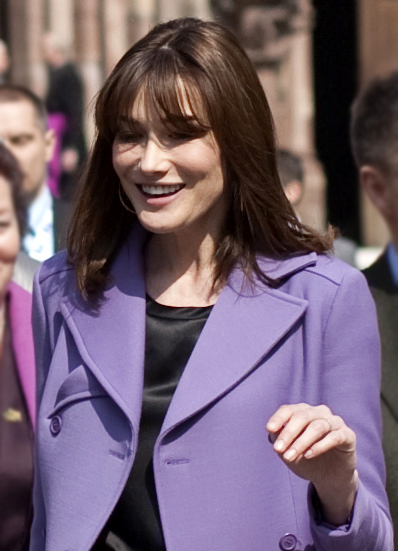
كارلا بروني في قمة حلف الناتو لعام 2009، 4 أبريل 2009.

في الواقع، أُثير جدل في اليوم السابق لزيارة «ساركوزي» و«بروني» الرسمية للمملكة المتحدة بسبب نشر صورة عارية لبروني وعرضها للمزاد العلني في دار كريستيز. ولقد تم التقاط هذه الصورة في فترة عملها كعارضة أزياء.   وبيعت الصورة بمبلغ 91.000 دولار.  كان هناك اهتمام كبير وفضول لمعرفة محتويات خزانة ملابس «بروني»، كان من بينها أزياء من كريستيان ديور وهو ما رآه الكثيرون اختيارًا دبلوماسيًا؛ إذ أن بيت الأزياء فرنسي والتصميم لصانع الأزياء البريطاني جون جاليانو. . ومن الأمور التي أثارت الجدل أيضًا كانت صورة الرئيس الفرنسي وبروني مطبوعة على إعلانات شركة "رايان اير" للطيران.فحكمت لهما إحدى المحاكم الفرنسية بتعويض مالي للضرر  تبرعا به للجمعية الخيرية الفرنسية «مطاعم المحبة»، وهي جمعية تقوم بإطعام المشردين.
التقت بروني ساركوزي بالدالاي لاما في أغسطس 2008 بأحد المعابد البوذية على تل في المقاطعة الفرنسية لانجدوك.  نسخة محفوظة 20 يوليو 2011 على موقع واي باك مشين.[./كارلا_بروني#cite_note-ReferenceA-15 [15]] نسخة محفوظة 20 يوليو 2011 على موقع واي باك مشين.[./كارلا_بروني#cite_note-21 [21]] وكذلك من الأحداث المهمة في حياة بروني استقبالها للبابا بنيدكت السادس عشر في أثناء زيارته لفرنسا في سبتمبر 2008. [./كارلا_بروني#cite_note-ReferenceA-15 [15]][./كارلا_بروني#cite_note-22 [22]] كما قامت بروني بزيارة مدينة نيويورك مع زوجها في سبتمبر 2008. وخلال الزيارة، حضرت اجتماعًا تناول موضوع الفقر ونسبة الوفيات بين النساء. كما حضر الاجتماع معها الملكة رانيا وويندي موردوك والتقين جميعًا بالسيدة الأولى لورا بوش على الغداء في متحف المتروبوليتان للفنون لحضور ندوة تناقش كيفية تحسين محو الأمية في العالم. كما ذهبت بروني مع زوجها إلى الجمعية العامة بالأمم المتحدة. [./كارلا_بروني#cite_note-ReferenceA-15 [15]][./كارلا_بروني#cite_note-23 [23]]
في ديسمبر 2008، قاضت بروني صانعي الحقيبة المطبوع عليها صورتها عارية والتي التُقطت لها خلال عملها كعارضة أزياء في فترة شبابها. وقد قام مصمم الأزياء «باردون» بتصنيع 10.000 حقيبة مطبوع عليها صورة عارية لبروني التُقطت لها عام 1993، وفيها تظهر «بروني» وهي تنظر إلى الكاميرا وتحاول إخفاء مفاتنها. 
في إبريل 2009، حصلت كارلا على وسام الصليب الأكبر وهو أحد أوسمة كارلوس الثالث وكان ذلك بمناسبة زيارتها الرسمية لأسبانيا مع زوجها الرئيس الفرنسي.

## قائمة أسطواناتها
| العام | اسم الألبوم               | مدى انتشار ألبوماتها | مدى انتشار ألبوماتها       | مدى انتشار ألبوماتها | مدى انتشار ألبوماتها | مدى انتشار ألبوماتها | مدى انتشار ألبوماتها | مدى انتشار ألبوماتها | مدى انتشار ألبوماتها | مدى انتشار ألبوماتها | مدى انتشار ألبوماتها | مدى انتشار ألبوماتها | مدى انتشار ألبوماتها | مدى انتشار ألبوماتها | مدى انتشار ألبوماتها | مدى انتشار ألبوماتها | مدى انتشار ألبوماتها | مدى انتشار ألبوماتها | مدى انتشار ألبوماتها | مدى انتشار ألبوماتها | المبيعات الفرنسية |
| العام | اسم الألبوم               | المملكة المتحدة      | الولايات المتحدة الأمريكية | كندا                 | فرنسا                | فرنسا تنزيل          | والونيا/بلجيكا       | بلجيكا/فلاندرز       | سويسرا               | النمسا               | إيطاليا              | البرتغال             | أسبانيا              | السويد               | هولندا               | البرازيل             | فنلندا               | ألمانيا              | بولندا               | الإنترنت             | المبيعات الفرنسية |
| ----- | ------------------------- | -------------------- | -------------------------- | -------------------- | -------------------- | -------------------- | -------------------- | -------------------- | -------------------- | -------------------- | -------------------- | -------------------- | -------------------- | -------------------- | -------------------- | -------------------- | -------------------- | -------------------- | -------------------- | -------------------- | ----------------- |
| 2002  | quelqu'un m'a dit'        | ــ                   | ــ                         | ؟                    | 1                    | ــ                   | 1                    | 9                    | 4                    | 27                   | 4                    | 5                    | ــ                   | ــ                   | ــ                   | ــ                   | ــ                   | 14                   | ــ                   | ؟                    | 1.200.900         |
| 2007  | No Promises'              | 65                   | ــ                         | ــ                   | 1                    | 1                    | 1                    | 2                    | 1                    | 11                   | 11                   | 6                    | 5                    | 55                   | 47                   | ــ                   | ــ                   | 2                    | 27                   | ــ                   | 150.000           |
| 2008  | Comme si de rien n'était' | 58                   | 195                        | 15                   | 1                    | 1                    | 2                    | 6                    | 3                    | 10                   | 14                   | 21                   | 32                   |                      | 31                   | 21                   | 23                   | 15                   | 30                   | 20                   | 200,000           |

## قائمة أفلامها
| العام | الفيلم                                | الدور       | ملاحظات                                                                    |
| ----- | ------------------------------------- | ----------- | -------------------------------------------------------------------------- |
| 2009  | Somebody Told Me About...كارلا بروني' | كارلا نفسها | فيلم وثائقي مدته 80 دقيقة نسخة محفوظة 15 يونيو 2011 على موقع واي باك مشين. |

## روابط خارجية
- كارلا بروني على موقع IMDb (الإنجليزية)
- كارلا بروني على موقع ميتاكريتيك (الإنجليزية)
- كارلا بروني على موقع الموسوعة البريطانية (الإنجليزية)
- كارلا بروني على موقع روتن توميتوز (الإنجليزية)
- كارلا بروني على موقع ألو سيني (الفرنسية)
- كارلا بروني على موقع ميوزك برينز (الإنجليزية)
- كارلا بروني على موقع قاعدة بيانات الأفلام السويدية (السويدية)
- كارلا بروني على موقع إن إن دي بي (الإنجليزية)
- كارلا بروني على موقع أول ميوزيك (الإنجليزية)
- كارلا بروني على موقع ديسكوغز (الإنجليزية)

## روابط إضافية
الموقع الرسمي لكارلا بروني